# コスモキュランダ
コスモキュランダ（欧字名:Cosmo Kuranda、2021年2月23日 - ）は、日本の競走馬。2024年の弥生賞ディープインパクト記念の勝ち馬である。
馬名の意味は、冠名+オーストラリア北東部の熱帯雨林。世界遺産。

## 戦績

### 2歳（2023年）
2023年6月10日、東京競馬場第5レースの2歳新馬戦（芝1600m）で、鞍上に戸崎圭太を起用しデビュー。スタートでの出遅れが響き、12着に敗れた。続く9月10日中山競馬場での2歳未勝利戦（芝2000m）では、丹内祐次を起用。スムーズにゲートを出た後は、逃げの手を打った。しかし、直線で後続に抜かされ4着。3戦目は同月30日の未勝利戦に出走。スタート直後は折り合いがつかない所もあったが、落ち着かせ前目で追走。直線では一時先頭に立ったが、アバンデルに差し切られ2着。迎えた4戦目は新潟競馬場の未勝利戦に出走。初の1番人気に推された中、レースでは2番手から追走すると直線でのロンギングガバーナとの熾烈な争いを制し、初勝利を飾った。
次走には、初の重賞挑戦となる京都2歳ステークスを選択。鞍上には角田大河を起用した。ゲートでは一瞬立ち止まり、スタートが出遅れ最後方から追走。道中では位置を上げながら中団につけた。直線ではダノンデサイルとディスペランツァに挟まれる形で道が塞がり、伸びきれず8着となった。

### 3歳（2024年）
1月8日の中山・3歳1勝クラスから始動。後方2番手からレースを進め、3コーナーから動かしていった。直線では鞭に反応し、3Fメンバー最速の追い込みを見せたが、ファビュラススターに届かず2着。
次走に2度目の重賞挑戦となる弥生賞ディープインパクト記念を選択。鞍上にミルコ・デムーロを起用し、オッズは6番人気で迎えた。序盤は後方から3番手で追走。2コーナーを過ぎたあたりから位置を上げていき、3コーナーでは2番手につけた。直線では先頭のシリウスコルトとの叩き合いを制し、後方から追ってきたシンエンペラーを寄せ付けず、レースレコードとなる勝ち時計1分59秒8で重賞初制覇を飾り、皐月賞への優先出走権を獲得した。また、これがアルアイン産駒の初重賞制覇となった。

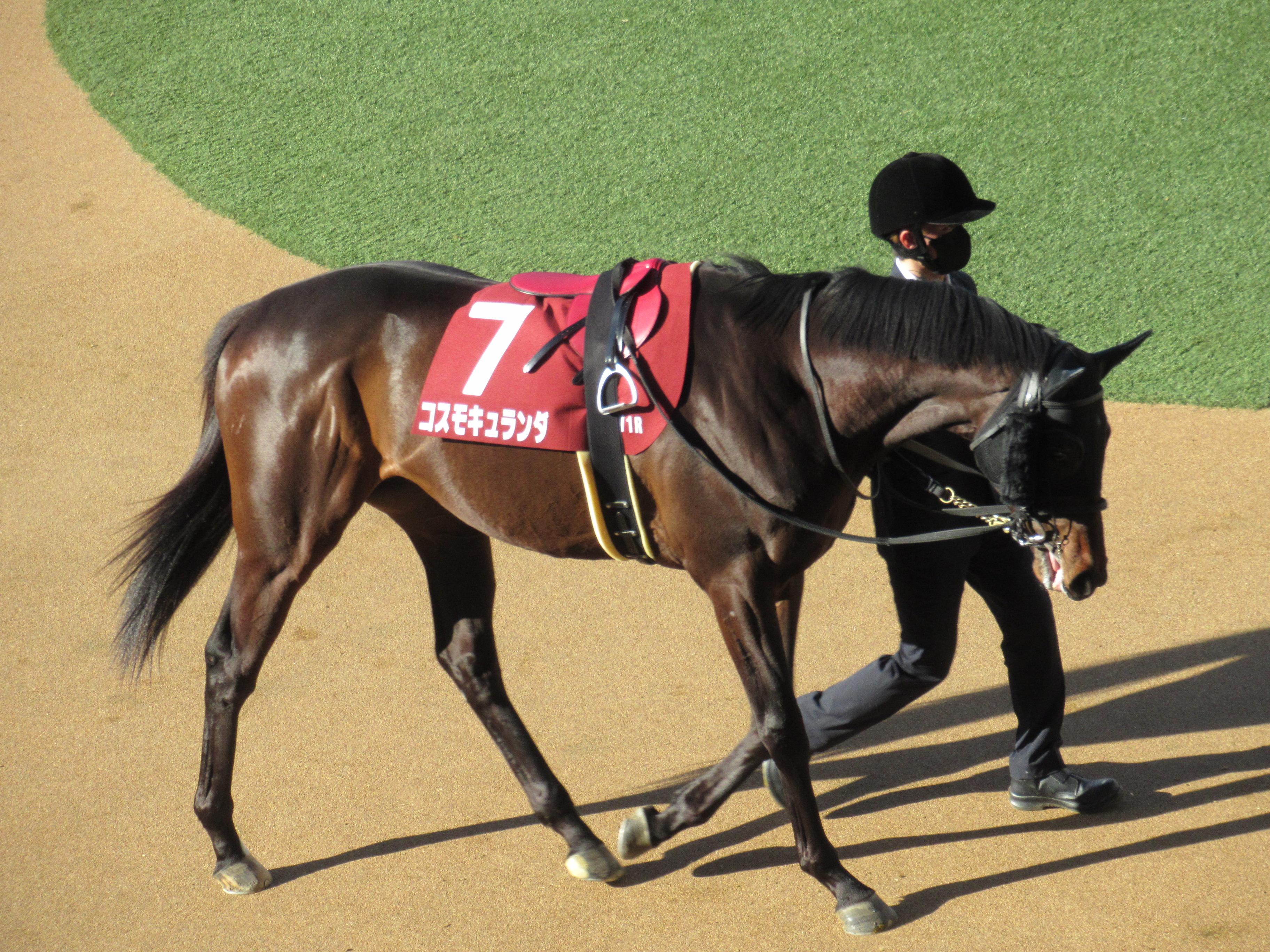
弥生賞ディープインパクト記念パドック

## 競走成績
以下の内容は、netkeiba.comおよびJBISサーチの情報に基づく。
| 競走日     | 競馬場 | 競走名             | 格   | 距離（馬場）  | 頭 数 | 枠 番 | 馬 番 | オッズ （人気） | 着順 | タイム （上り3F） | 着差 | 騎手        | 斤量 [kg] | 1着馬（2着馬）         | 馬体重 [kg] |
| ---------- | ------ | ------------------ | ---- | ------------- | ----- | ----- | ----- | --------------- | ---- | ----------------- | ---- | ----------- | --------- | ---------------------- | ----------- |
| 2023.06.10 | 東京   | 2歳新馬            |      | 芝1600m（良） | 12    | 3     | 3     | 019.60（5人）   | 12着 | R1:39.4（36.4）   | -4.6 | 0戸崎圭太   | 55        | ゴンバデカーブース     | 486         |
| 0000.09.10 | 中山   | 2歳未勝利          |      | 芝2000m（良） | 10    | 7     | 8     | 060.10（8人）   | 04着 | R2:01.5（36.0）   | -0.9 | 0丹内祐次   | 55        | コイヌール             | 498         |
| 0000.09.30 | 中山   | 2歳未勝利          |      | 芝2000m（良） | 14    | 5     | 7     | 017.50（6人）   | 02着 | R2:03.5（35.2）   | -0.1 | 0丹内祐次   | 55        | アバンデル             | 492         |
| 0000.10.29 | 新潟   | 2歳未勝利          |      | 芝2000m（重） | 15    | 7     | 12    | 003.10（1人）   | 01着 | R2:03.8（36.2）   | -0.4 | 0丹内祐次   | 56        | （ロンギングガバーナ） | 494         |
| 0000.11.25 | 京都   | 京都2歳S           | GIII | 芝2000m（良） | 14    | 7     | 11    | 194.3（14人）   | 08着 | R2:00.4（35.9）   | -0.6 | 0角田大河   | 56        | シンエンペラー         | 502         |
| 2024.01.08 | 中山   | 3歳1勝クラス       |      | 芝2000m（良） | 11    | 4     | 4     | 006.80（5人）   | 02着 | R1:59.9（34.9）   | -0.1 | 0丹内祐次   | 57        | ファビュラススター     | 498         |
| 0000.03.03 | 中山   | 弥生賞ディープ記念 | GII  | 芝2000m（良） | 11    | 6     | 7     | 034.90（6人）   | 01着 | R1:59.8（34.9）   | -0.2 | 0M.デムーロ | 57        | （シンエンペラー）     | 504         |
| 0000.04.14 | 中山   | 皐月賞             | GI   | 芝2000m（良） | 17    | 6     | 12    | 015.80（7人）   | 02着 | R1:57.1（34.2）   | -0.0 | 0J.モレイラ | 57        | ジャスティンミラノ     | 500         |
| 0000.05.26 | 東京   | 東京優駿           | GI   | 芝2400m（良） | 17    | 3     | 6     | 014.30（6人）   | 06着 | R2:25.1（34.3）   | -0.8 | 0M.デムーロ | 57        | ダノンデサイル         | 502         |
| 0000.09.16 | 中山   | セントライト記念   | GII  | 芝2200m（良） | 17    | 5     | 8     | 002.90（1人）   | 02着 | R2:11.9（34.2）   | -0.3 | 0M.デムーロ | 57        | アーバンシック         | 504         |
| 0000.10.20 | 京都   | 菊花賞             | GI   | 芝3000m（良） | 18    | 5     | 9     | 006.00（3人）   | 14着 | R3:08.4（39.4）   | -4.3 | 0M.デムーロ | 57        | アーバンシック         | 512         |
| 0000.12.07 | 中京   | 中日新聞杯         | GIII | 芝2000m（良） | 18    | 5     | 9     | 004.50（2人）   | 06着 | R1:59.1（35.6）   | -0.7 | 0横山武史   | 58        | デシエルト             | 504         |
| 2025.01.26 | 中山   | AJCC               | GII  | 芝2200m（良） | 18    | 7     | 13    | 007.40（3人）   | 03着 | R2:12.2（36.4）   | -0.1 | 0横山武史   | 57        | ダノンデサイル         | 510         |
| 0000.04.06 | 阪神   | 大阪杯             | GI   | 芝2000m（良） | 15    | 5     | 9     | 020.10（9人）   | 08着 | R1:56.8（34.6）   | -0.6 | 0丹内祐次   | 58        | ベラジオオペラ         | 504         |
| 0000.08.17 | 札幌   | 札幌記念           | GII  | 芝2000m（良） | 16    | 2     | 4     | 010.70（6人）   | 10着 | R2:02.6（36.1）   | -1.1 | 0丹内祐次   | 58        | トップナイフ           | 498         |

- タイム欄のRはレコード勝ちを示す
- 競走成績は2025年8月17日現在

## 血統表
| コスモキュランダの血統                      | コスモキュランダの血統                              | コスモキュランダの血統             | （血統表の出典）                   | （血統表の出典） |
| 父系                                        | サンデーサイレンス系（ヘイロー系）                  | サンデーサイレンス系（ヘイロー系） | サンデーサイレンス系（ヘイロー系） | [ § 2 ]          |
| 父 アルアイン 2014 鹿毛                     | 父の父ディープインパクト 2002 鹿毛                  | *サンデーサイレンス                | Halo                               | Halo             |
| 父 アルアイン 2014 鹿毛                     | 父の父ディープインパクト 2002 鹿毛                  | *サンデーサイレンス                | Wishing Well                       |                  |
| 父 アルアイン 2014 鹿毛                     | 父の父ディープインパクト 2002 鹿毛                  | *ウインドインハーヘア              | Alzao                              | Alzao            |
| 父 アルアイン 2014 鹿毛                     | 父の父ディープインパクト 2002 鹿毛                  | *ウインドインハーヘア              | Burghclere                         |                  |
| 父 アルアイン 2014 鹿毛                     | 父の母*ドバイマジェスティ Dubai Majesty 2005 黒鹿毛 | Essence of Dubai                   | Pulpit                             | Pulpit           |
| 父 アルアイン 2014 鹿毛                     | 父の母*ドバイマジェスティ Dubai Majesty 2005 黒鹿毛 | Essence of Dubai                   | Epitome                            |                  |
| 父 アルアイン 2014 鹿毛                     | 父の母*ドバイマジェスティ Dubai Majesty 2005 黒鹿毛 | Great Majesty                      | Great Above                        | Great Above      |
| 父 アルアイン 2014 鹿毛                     | 父の母*ドバイマジェスティ Dubai Majesty 2005 黒鹿毛 | Great Majesty                      | Mistic Majesty                     |                  |
| 母 *サザンスピード Southern Speed 2007 鹿毛 | 母の父Southern Image 2000 黒鹿毛                    | Halo's Image                       | Halo                               | Halo             |
| 母 *サザンスピード Southern Speed 2007 鹿毛 | 母の父Southern Image 2000 黒鹿毛                    | Halo's Image                       | Sugar's Image                      |                  |
| 母 *サザンスピード Southern Speed 2007 鹿毛 | 母の父Southern Image 2000 黒鹿毛                    | Pleasant Dixie                     | Dixieland Band                     | Dixieland Band   |
| 母 *サザンスピード Southern Speed 2007 鹿毛 | 母の父Southern Image 2000 黒鹿毛                    | Pleasant Dixie                     | Pleasant Jolie                     |                  |
| 母 *サザンスピード Southern Speed 2007 鹿毛 | 母の母Golden Eagle 2000 鹿毛                        | Zabeel                             | Sir Tristram                       | Sir Tristram     |
| 母 *サザンスピード Southern Speed 2007 鹿毛 | 母の母Golden Eagle 2000 鹿毛                        | Zabeel                             | Lady Giselle                       |                  |
| 母 *サザンスピード Southern Speed 2007 鹿毛 | 母の母Golden Eagle 2000 鹿毛                        | Rising Eagle                       | デインヒル                         | デインヒル       |
| 母 *サザンスピード Southern Speed 2007 鹿毛 | 母の母Golden Eagle 2000 鹿毛                        | Rising Eagle                       | Very Droll                         |                  |
| 母系(F-No.)                                 | サザンスピード(AUS)系(FN:1-m)                       | サザンスピード(AUS)系(FN:1-m)      | サザンスピード(AUS)系(FN:1-m)      | [ § 3 ]          |
| 5代内の近親交配                             | Halo 4×4                                            | Halo 4×4                           | Halo 4×4                           | [ § 4 ]          |
| 出典                                        | 1. 2. 3. 4.                                         | 1. 2. 3. 4.                        | 1. 2. 3. 4.                        | 1. 2. 3. 4.      |

- 母・サザンスピードは、2011年の豪G1・コーフィールドカップ、2012年の豪G2・マカイビーディーヴァステークスなど重賞3勝馬[16]。